# Differentierbarhet
Differentierbarhet är inom matematisk analys en lokal egenskap hos en funktion som generaliserar begreppet deriverbarhet till flera dimensioner. Ur differentierbarhet följer kontinuitet och kedjeregeln.

## Definition
Funktionen {\displaystyle f:\mathbb {R} ^{n}\rightarrow \mathbb {R} } säges vara differentierbar i punkten {\displaystyle \mathbf {a} \in \mathbb {R} ^{n}} om och endast om det existerar en punkt {\displaystyle \mathbf {A} } i {\displaystyle \mathbb {R} ^{n}} och en funktion {\displaystyle \rho :\mathbb {R} ^{n}\rightarrow \mathbb {R} } sådana att
{\displaystyle f(\mathbf {a} +\mathbf {h} )-f(\mathbf {a} )=\mathbf {A} \cdot \mathbf {h} +|\mathbf {h} |\rho (\mathbf {h} )}
och
{\displaystyle \lim _{\mathbf {h} \rightarrow \mathbf {0} }\rho (\mathbf {h} )=0}
En funktion säges vara differentierbar på en mängd M om funktionen är differentierbar i alla punkter i M.
Det kan observeras att definitionen av differentierbarhet är ekvivalent med definitionen för deriverbarhet om f är en funktion av bara en variabel. För vektorvärda funktioner betraktas komponentfunktionernas differentierbarhet.
Man kan visa {\displaystyle A_{i}={\frac {\partial f(\mathbf {x} )}{\partial x_{i}}}} i punkten {\displaystyle \mathbf {x} =\mathbf {a} } liksom att existensen av kontinuerliga partiella derivator för en funktion implicerar differentierbarhet.
Liksom ekvationen för tangenten till funktionen kan utläsas ur definitionen av deriverbarhet beskriver högerledet i definitionen ovan tangentplanet till funktionen i punkten {\displaystyle \mathbf {a} }.
Att en funktion är differentierbar innebär att den är deriverbar i alla riktningar. Grafiskt tolkat betyder det att tangentplanet ligger nära funktionsytan. Alla kontinuerliga funktioner är således inte differentierbara.